# إيكينهام (محطة مترو أنفاق لندن)
إيكينهام (بالإنجليزية: Ickenham)‏ هي إحدى محطات مترو أنفاق لندن. تقع على خط ميتروبوليتان وبيكاديلي افتتحت في المنطقة (Zone) رقم 6 افتتحت في 25 سبتمبر 1905. 